# Nasa glabra
Nasa glabra är en brännreveväxtart som först beskrevs av Weigend, och fick sitt nu gällande namn av Weigend. Nasa glabra ingår i släktet färgkronor, och familjen brännreveväxter. Inga underarter finns listade i Catalogue of Life.